# Kaplakriki
Kaplakriki – wielofunkcyjny stadion w islandzkim Hafnarfjörðurze. Najczęściej używany do rozgrywania meczów piłkarskich (gra na nim Hafnarfjarðar). Arena pomieści 6450 widzów, z czego 3050 to miejsca siedzące. Planuje się zwiększyć pojemność stadionu tak, by miała 6 000 miejsc siedzących, co uczyniłoby go drugim co do wielkości stadionem na Islandii.
W 1997 roku był jednym ze stadionów-gospodarzy ME U-18 (po Laugardalsvöllur). W 2011 obiekt przeszedł renowację.